# Sainte-Hélène (Saône-et-Loire)
Sainte-Hélène település Franciaországban, Saône-et-Loire megyében. Lakosainak száma 510 fő (2022. január 1.). Sainte-Hélène Jambles, Bissey-sous-Cruchaud, Châtel-Moron, Marcilly-lès-Buxy, Moroges, Sassangy és Villeneuve-en-Montagne községekkel határos.

## Népesség
A település népessége az elmúlt években az alábbi módon változott:
| Lakosok száma | 479  | 506  | 529  | 523  | 529  | 540  | 530  | 520  | 510  |
|               | 2013 | 2015 | 2016 | 2017 | 2018 | 2019 | 2020 | 2021 | 2022 |